# Feuquières-en-Vimeu
Feuquières-en-Vimeu (picardisch: Feutchére-in-Vimeu) ist eine nordfranzösische Gemeinde mit 2.432 Einwohnern (Stand 1. Januar 2022) im Département Somme in der Region Hauts-de-France. Die Gemeinde liegt im Arrondissement Abbeville und ist Teil der Communauté de communes du Vimeu und des Kantons Gamaches.

## Geographie
Die stark industrialisierte Gemeinde im Vimeu, deren Gebiet in Ost-West-Richtung von der Bahnstrecke von Abbeville nach Eu (mit zwei Haltepunkten auf Gemeindegebiet) durchzogen wird, liegt rund fünf Kilometer ostsüdöstlich von Friville-Escarbotin. Die Industriegebiete liegen hauptsächlich beidseits der Bahnstrecke in Richtung Fressenneville (Zone d’Activités du Vimeu Industriel und Zone d’Activités du Moulin). Das Gemeindegebiet liegt im Regionalen Naturpark Baie de Somme Picardie Maritime.

## Einwohner
| 1962 | 1968 | 1975 | 1982 | 1990 | 1999 | 2006 | 2011 |
| ---- | ---- | ---- | ---- | ---- | ---- | ---- | ---- |
| 2082 | 2249 | 2617 | 2499 | 2428 | 2370 | 2464 | 2499 |

## Verwaltung
Bürgermeister (maire) ist seit 2001 Bernard Davergne (Parti socialiste (Frankreich)).

## Sehenswürdigkeiten
- Kirche Mariä Himmelfahrt (Église Notre-Dame-de-l'Assomption)